# Тапия, Тео
Тео Тапия (исп. Teo Tapia) (род. 19 марта 1948, Монклова, Мексика) — известный мексиканский актёр.

## Биография
Родился 19 марта 1948 года в Монклове. В мексиканском кино дебютировал в 1977 году и с тех пор снялся в 46 работах в кино и теленовеллах. В 1979 году принимает участие в культовом телесериале Богатые тоже плачут, где он сыграл роль доктора Герейро, после исполнения которой актёр получил мировое призвание, также популярными с его участием являются телесериалы: Перекрёстки, Алондра, Марисоль, Ад в маленьком городке, Личико ангела, Страсти по Саломее и Наперекор судьбе — все указанные 8 сериалов с успехом прошли в РФ и некоторых других зарубежных странах. 

## Фильмография

### Телесериалы

#### Свыше 2-х сезонов
- 1985-2007 — Женщина, случаи из реальной жизни (17 сезонов)
- 2007-09 — Пантера (3 сезона) — Абелино де ла Гарса.
- 2008-по с.д — Роза Гваделупе (6 сезонов) — Анхель.
- 2011-по с.д — Как говорится (6 сезонов) — Лауреано.

#### Televisa
- 1978 — Вивиана — Доктор Герейро.
- 1979 — Богатые тоже плачут — Доктор Герейро.
- 1986 — Связанные одной цепью — Гильберто.
- 1987 — Пятнадцатилетняя — Адвокат де ла Баррера.
- 1989-91 — Тереза
- 1990 — Когда приходит любовь — Рамон.
- 1990 — Ничья любовь — Рамиро.
- 1994 — Перекрёстки
- 1995 — Алондра
- 1995-96 — Семейный портрет[англ.] — Онорио Барсенас.
- 1996 — Марисоль — Родольфо Вальверде.
- 1997 — Любимый враг — Алехандро.
- 1997 — Ад в маленьком городке — Доктор Эстанислао «Танис» Альенде.
- 1998 — Богиня любви — Октавио де Сантьяго.
- 1998-99 — Мечтательницы — Дон Мануэль.
- 1999-2000 — Три женщины — Пепе.
- 2000-01 — Личико ангела — Перпетуо Чакон.
- 2001-02 — Источник
- 2001-02 — Страсти по Саломее — Густаво.
- 2002-03 — Путь любви — Леопольдо Давалос.
- 2003 — Немного блошек
- 2003 — Фата невесты
- 2003 — Дом с приведениями
- 2005 — Наперекор судьбе — Леон Марино.
- 2007 — Чистая любовь — Каспар.
- 2007 — Гроза в раю
- 2008 — Завтра — это навсегда — Директор курьерской службы.
- 2008-09 — Железная душа (2 сезона) — Кинтеро.
- 2008-09 — Осторожно с ангелом — Доктор Дуранд.
- 2010-11 — Полная любви — Адвокат Ордас.
- 2011 — Рафаэла — Эрнесто.
- 2012 — Убежище для любви — судья Диас дель Олмо.
- 2012 — Настоящая любовь — Антонио дель Конде.
- 2013 — Непокорное сердце — комендант.
- 2013 — Лгать, чтобы жить — Патрик.
- 2013-14 — Моя любовь навсегда
- 2013-14 — То что жизнь у меня украла
- 2014 — Кошка — Роберто.
- 2014-15 — До конца света — Доктор.

### Фильмы
- 1989 — Святая кровь — бизнесмен.